# امدوات

صفحه‌ای از امدوات

امدوات (به انگلیسی: Amduat) (به معنای "چیزی که در آخرت است")، مهمترین متن تشییع جنازه مصری در پادشاهی نوین مصر می‌باشد. مانند بسیاری از متون مراسم تشییع جنازه، امدوات نیز در آرامگاه فرعون پیدا شده، و فرق آن با دیگر نوشته‌ها این است که فقط برای فرعون‌ها نوشته شده‌است.
متن امدوات به مرگ فرعون، تبدیلش به رع و زندگی جاودانه اش اشاره دارد.
دنیای مردگان به دوازده ساعت تقسیم می‌شود، هر یک نماینده متحدان و دشمنان مختلف برای خدا فرعون می‌باشد، هدف از امدوات این است که فرعون در دنیای مردگان از خدایان کمک بگیرد.